# فالماوت (حوزه سرشماری)، ماساچوست
فالماوت (به انگلیسی: Falmouth) یک منطقهٔ مسکونی در ایالات متحده آمریکا است که در شهرستان برنستبل، ماساچوست واقع شده‌است. فالماوت ۵٫۸ کیلومتر مربع مساحت و ۳٬۷۹۹ نفر جمعیت دارد و ۲ متر بالاتر از سطح دریا واقع شده‌است.